# Pawieł Leonow
Pawieł Artiomowicz Leonow (ros. Павел Артёмович Леонов, ur. 26 sierpnia 1918 we wsi Ławrowo w guberni tulskiej, zm. 27 marca 1992 w Moskwie) – radziecki polityk, członek KC KPZR (1971-1986).
1937-1942 studiował w Wyższej Szkole Technicznej im. Baumana w Moskwie, później był technologiem i starszym majstrem w fabryce Ludowego Komisariatu/Ministerstwa Obrony ZSRR. Od 1944 członek WKP(b), zastępca sekretarza biura fabrycznego, a 1947-1948 sekretarz komitetu fabrycznego WKP(b). 1948-1949 sekretarz rejonowego komitetu ds. kadr w Moskwie, 1949-1951 II sekretarz rejonowego komitetu WKP(b) w Moskwie, od marca 1951 do stycznia 1953 kierownik wydziału przemysłu lotniczego Komitetu Obwodowego WKP(b)/KPZR w Moskwie, od stycznia 1953 do lutego 1954 kierownik wydziału przemysłowo-transportowego Komitetu Obwodowego KPZR w Moskwie, od sierpnia 1954 do października 1955 kierownik wydziału przemysłu obronnego tego komitetu. Od października 1955 do sierpnia 1960 kierownik Sektora Uralu i Zachodniej Syberii Wydziału Organów Partyjnych KC KPZR, od 25 sierpnia 1960 do 23 grudnia 1978 I sekretarz Komitetu Obwodowego KPZR w Sachalinie. Od 31 października 1961 do 30 marca 1971 zastępca członka, a od 9 kwietnia 1971 do 25 lutego 1986 członek KC KPZR. Od 18 grudnia 1978 do 24 sierpnia 1985 I sekretarz Komitetu Obwodowego KPZR w Kalininie, następnie na emeryturze. Deputowany do Rady Związku Rady Najwyższej ZSRR od 6 do 11 kadencji. Pochowany na Cmentarzu Wagańkowskim w Moskwie.

## Odznaczenia
- Order Lenina (trzykrotnie - 27 sierpnia 1968, 25 sierpnia 1971 i 25 sierpnia 1978)
- Order Rewolucji Październikowej (11 grudnia 1973)
- Order Czerwonego Sztandaru Pracy (czterokrotnie - 20 kwietnia 1956, 19 lipca 1958, 13 kwietnia 1966 i 30 kwietnia 1968)